# Глинная (Тернопольская область)
Глинная (укр. Глинна) — село в Козовской поселковой общине Тернопольского района Тернопольской области Украины.
До 2020 года входило в Козовский район.
Код КОАТУУ — 6123082001. Население по переписи 2001 года составляло 603 человека.

## Географическое положение
Село Глинная находится на правом берегу реки Стрыпа,
выше по течению на расстоянии в 3,5 км расположено село Хоростец,
ниже по течению на расстоянии в 0,5 км расположено село Золочевка,
на противоположном берегу — село Малая Плавуча.

## История
- 1502 год — дата основания.

## Объекты социальной сферы
- Школа
- Дом культуры
- Фельдшерско-акушерский пункт